# Slobodan Vuk
Slobodan Vuk (Jajce, Yugoslavia, 15 de septiembre de 1989) es un futbolista esloveno que juega de delantero en el N. K. Dob de la 3. SNL.

## Selección
Ha sido internacional con una selección B de Eslovenia en 2 ocasiones sin anotar goles.

## Clubes
| Club                   | País      | Año       |
| ---------------------- | --------- | --------- |
| N. K. Kamnik           | Eslovenia | 2007-2010 |
| N. K. Domžale          | Eslovenia | 2010-2017 |
| Tromsø IL              | Noruega   | 2017-2018 |
| N. K. Domžale (cedido) | Eslovenia | 2018      |
| N. K. Domžale          | Eslovenia | 2019-2023 |
| N. K. Dob              | Eslovenia | 2023-     |

## Palmarés

### Títulos nacionales
| Título                 | Club          | País      | Año  |
| ---------------------- | ------------- | --------- | ---- |
| Copa de Eslovenia      | N. K. Domžale | Eslovenia | 2011 |
| Supercopa de Eslovenia | N. K. Domžale | Eslovenia | 2011 |